# Алопеус, Иван Самойлович
Иван Самойлович Алопеус (11 (23) мая 1824, Царское село — 6 (19) июня 1904, Санкт-Петербург) — русский государственный деятель. Директор Императорского училища правоведения, тайный советник, сенатор (c 7 ноября 1890).

## Биография
Родился 11 (23) мая 1824 года в Царском селе (по другим сведениям — в Ораниенбауме).
В службе числился с 14 июня 1839 года.
По окончании Михайловского артиллерийского училища 2 августа был произведён в прапорщики и оставлен при училище для продолжения курса высших наук. В июне 1844 года окончил курс в старшем офицерском классе и был назначен во 2-ю артиллерийскую бригаду.
20 декабря 1851 года был прикомандирован к Императорскому училищу правоведения, в котором прослужил непрерывно до 7 ноября 1890 года: в 1853 — штабс-капитан, в 1854 — капитан, с сентября 1855 года — инспектор воспитанников училища. Неоднократно исполнял обязанности директора, преподавал математику; с 15 декабря 1877 года — директор Училища правоведения; с 5 июля 1872 года — в чине действительного статского советника.
Пётр Чайковский 28 августа 1879 года писал Н. Ф. фон Мекк о нём: «Теперешний директор Училища правоведения И. С. Алопеус был моим воспитателем. Это очень ограниченный, но очень хороший, то есть добрый человек». Алопеус был классным воспитателем XX курса. Младший брат и биограф Чайковского Модест Чайковский отмечал, что Алопеус «имел гораздо более призвания к своему делу, чем Языков или Рутенберг и обнаруживал это в умении примирить требовательность с мягкостью, почти теплотой обращения. <…> Он сумел поставить себя так, что его не только боялись, но и любили».
Был произведён в тайные советники 1 января 1883 года; в 1890 году назначен сенатором. 
Умер 6 (19) июня 1904 года; похоронен на Новодевичьем кладбище в Санкт-Петербурге.
Жена: Маргарита Фёдоровна Алопеус (18.08.1827 — 5.03.1895).

## Награды
Российской империи:
- орден Св. Станислава 2-й ст. (1857)[4]
- орден Св. Анны 2-й ст. с императорской короной (1860)
- орден Св. Владимира 3-й ст. (1863)
- орден Св. Станислава 1-й ст. (1870)
- орден Св. Анны 1-й ст. (1880)
- орден Св. Владимира 2-й ст. (1888)
- Орден Белого орла (1893)
- Медаль «В память войны 1853—1856»

Иностранных государств:
- Орден Заслуг герцога Петра-Фридриха-Людвига 3-й степени (1860, Великое герцогство Ольденбург)